# Drotaweryna

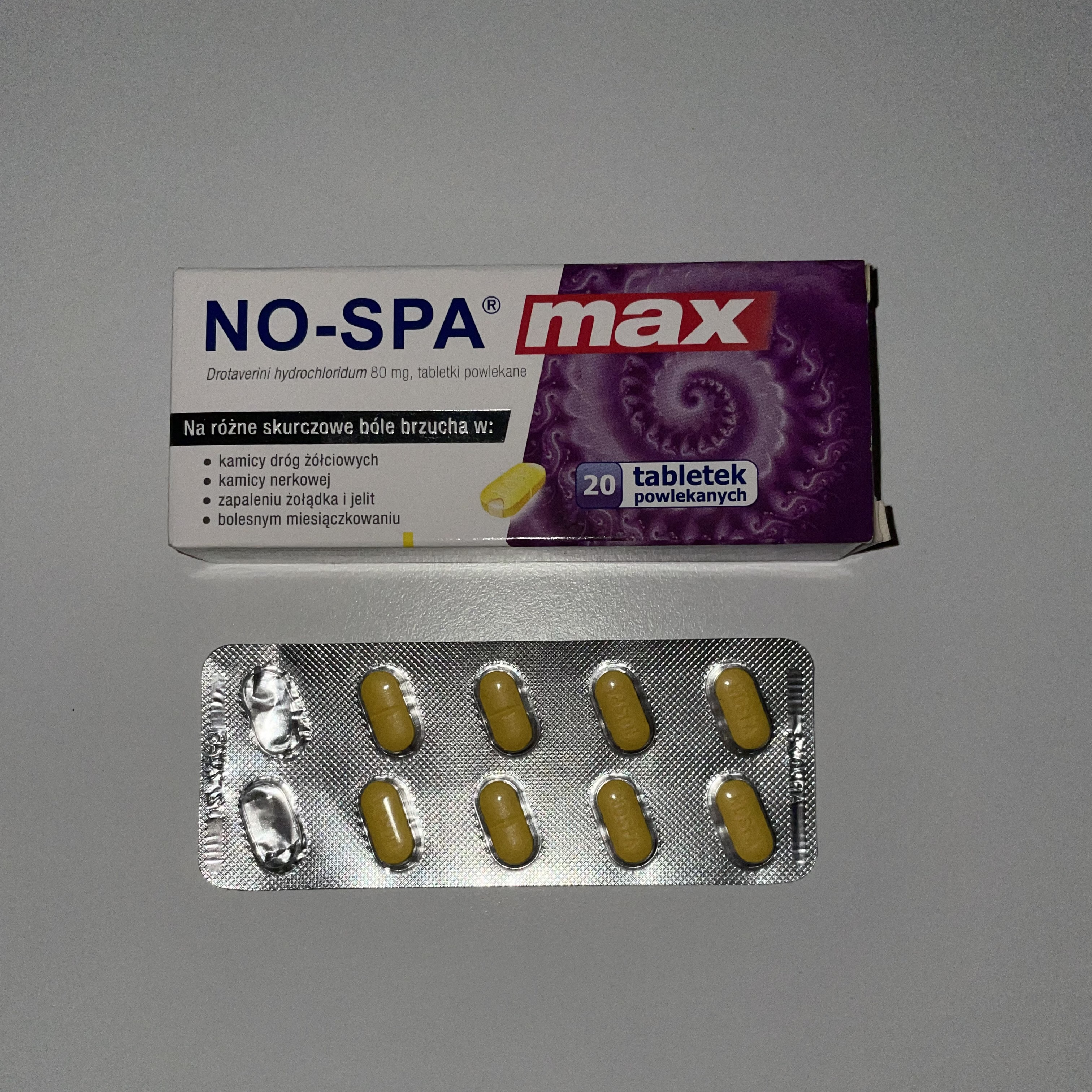
No-Spa Max – dostępny w Polsce preparat zawierający drotawerynę

Drotaweryna (łac. drotaverinum) – organiczny związek chemiczny, pochodna papaweryny.
Lek wywiera działanie rozkurczające na mięśnie gładkie przewodu pokarmowego, układu moczowo-płciowego, układu krążenia oraz dróg żółciowych. Jest metabolizowany w wątrobie. Wydalany głównie z moczem i w mniejszym stopniu z żółcią.
Preparaty handlowe dostępne w Polsce:
- w postaci tabletek i tabletek powlekanych: Drotafemme, Drotafemme Forte, Metafen rozkurczowy, No-Spa,  No-Spa Comfort, No-Spa Forte, No-Spa Max, Spastyna Max;
- w postaci roztworu do wstrzykiwań: No-Spa ampułki;
- w postaci tabletek powlekanych w połączeniu z kofeiną i metamizolem: Vemonis Femi.